# Carditamera affinis
Carditamera affinis ist eine Muschel-Art aus der Familie der Trapezmuscheln (Carditidae). Sie kommt an der Westküste Amerikas von Niederkalifornien bis Peru in den flachen Küstengewässern vor.

## Merkmale
Das gleichklappige Gehäuse wird bis zu 10 cm lang. Es ist im Umriss länglich-elliptisch, der Längen-Breiten-Index beträgt etwa 2,6. Es ist stark ungleichseitig, die nach vorne eingerollten Wirbel sitzt etwa bei 25 % der Gesamtlänge vom Vorderende entfernt. Der hintere Dorsalrand ist lang und gerade, er verläuft annähernd parallel dem Ventralrand. Er geht mit sehr flachem Winkel in den Hinterrand über. Der Hinterrand ist breit gerundet oder auch leicht abgestutzt. Der vordere Dorsalrand ist kurz und nahezu gerade. Er fällt flach zum Vorderrand ab, der enger gerundet ist, als der Hinterrand. Der Ventralrand ist gerade bis leicht konkav eingewölbt. Das Ligament liegt extern hinter den Wirbeln. Die kleine Lunula ist eiförmig. Es sind zwei Hauptzähne und ein kräftiger vorderer Seitenzahn in jeder Klappe vorhanden. Die zwei Schließmuskel sind annähernd gleich groß. Die Mantellinie ist ganzrandig.
Die Schale ist dick und fest. Die Ornamentierung besteht aus 12 bis 15 radialen Rippen, die im hinteren Gehäuseteil höher und auch breiter sind. Am Vorderende sind sie dagegen stark abgeschwächt. Sie werden von unregelmäßigen, randparallelen Rippen gekreuzt, die auf dem hinteren Gehäuseteil zu Schuppen umgebildet sein können. Die Außenseite ist überwiegend hellbraun gefärbt, am Hinterende dunkelbraun. Die innere Gehäusefläche ist weiß mit dunkleren Partien am Hinterende und an der Bauchseite, bei manchen Exemplaren sind diese Gehäuseteile auch völlig schwarz. Das Periostracum ist dunkelbraun. Der Gehäuserand ist gekerbt.

## Geographische Verbreitung und Lebensraum
Das Verbreitungsgebiet von Carditamera affinis erstreckt sich entlang der pazifischen Küste von Niederkalifornien (etwa von 26.2° N) südwärts in den Golf von Kalifornien (dort bis San Felipe, etwa 31.0° N und Puerto Peñasco (Bundesstaat Sonora) bei 31.2° N). weiter entlang der Pazifikküste südwärts bis Yasila, Piura (Peru, 5.1° S). Die Art kommt auch in den Gewässer um die Galapagos-Inseln vor.
Die Tiere leben in den Zwischenräumen in grobem Schutt, angeheftet mit Byssus von der Gezeitenzone bis in etwa 90 Meter Wassertiefe.

## Taxonomie
Die Art wurde 1833 von George Brettingham Sowerby I unter dem ursprünglichen Binomen Cardita affinis begründet. Synonyme sind: Cardita californica Deshayes, 1854, Cardita incerta Clessin, 1888, Cardita pectunculus Reeve, 1843, Cardita picta Clessin, 1888 und Cardita volucris Reeve, 1843.

## Belege